# Ichthyophis mindanaoensis
Espèce
Statut de conservation UICN

 LC  : Préoccupation mineure
Ichthyophis mindanaoensis est une espèce de gymnophiones de la famille des Ichthyophiidae.

## Répartition
Cette espèce est endémique de Mindanao aux Philippines. Elle se rencontre de 600 à 850 m d'altitude.

## Étymologie
Son nom d'espèce, composé de mindanao et du suffixe latin -ensis, « qui vit dans, qui habite », lui a été donné en référence au lieu de sa découverte.

## Publication originale
- Taylor, 1960 : On the caecilian species Ichthyophis glutinosus and Ichthyophis monochrous, with description of related species. University of Kansas Science Bulletin, vol. 40, no 4, p. 37-120 (texte intégral).